# Катлер, Ар Джей
Ар Джей Катлер (англ. R.J. Cutler) — американский режиссёр и продюсер, добившийся успеха благодаря своим документальным фильмам и телепроектам.

## Биография
Катлер окончил Гарвардский университет и в 1980-х начал свою карьеру в качестве театрального режиссёра, а в 1990-х переместился в документальные проекты.
В 2001 году он получил премию «Эмми» за свой реалити-сериал American High.
В 2007 году спродюсировал и срежиссировал документальный фильм «Сентябрьский номер», для сюжета фильма которого был использован материал о процессе подготовки к печати номера Vogue за сентябрь 2007 года, который стал самым объемным глянцевым журналом за всю историю издания.
В 2009 году в Музее телевидения и радио состоялась пятидневная ретроспектива его работ.
В 2012 году он выступил исполнительным продюсером и режиссёром пилотного эпизода сериала ABC «Нэшвилл», получившего похвалу от критиков, а два года спустя — пилотного эпизода «Только для членов», также для ABC.
В 2014 году, Катлер также выступил режиссёром своего первого не документального фильма, «Если я останусь».